# Крест «За выдающуюся храбрость»
Крест «За выдающуюся храбрость» (англ. Conspicuous Gallantry Cross) — военная награда второго уровня в Великобритании. Учреждена в 1993 году в рамках реформы Британской системы наград, а первое награждение состоялось 9 мая 1995 года. Является второй по старшинству наградой за храбрость, в Великобритании, после креста Виктории.

## История
Крест «За выдающуюся храбрость» был учрежден после пересмотра системы наград в 1993 году. Он заменил как медаль «За выдающееся командование», так и Медаль «За выдающуюся храбрость». Крест вручается «в знак признания акта или актов храбрости во время активных боевых действий», также существует возможность награждать этим крестом посмертно.
Также кавалеры креста могут получить специальный планки, надеваемые на ленту, они присуждаются за проявление последующих актов храбрости.
Кавалеры имеют право на использование аббревиатуры «CGC» после имени.

## Описание
Награда представляет собой серебряный крест шириной 36 мм, позади креста виден лавровый венок. В центре аверса круглый медальон, на котором изображена корона святого Эдуарда. На реверсе выбито имя и ранг получателя, также на реверсе выгравирована дата награждения.
Награда носится на белой ленте с двумя узкими темно-синими полосами по краю и одной полосой малинового цвета в центре.

## Награждённые
На сегодняшний день насчитывается около 60 награждений ордена крестом «За выдающуюся храбрость», в том числе три посмертных и одно награждение медальной планкой.
Ниже приведен список кавалеров креста:
| Имя                              | Звание            | Дата награждения | Место                            |
| -------------------------------- | ----------------- | ---------------- | -------------------------------- |
| Миллс, Уэйн                      | капрал            | 9 мая 1995       | Босния и Герцеговина             |
| Хамфрис, Питер                   | калор-сержант     | 9 мая 1996       | Босния и Герцеговина             |
| Байкрофт, Джон Дэвид             | калор-сержант     | 6 апреля 2001    | Сьерра-Леоне (Операция «Баррас») |
| Макфарлейн, Иэн Джеймс Маккечни  | сквадрон лидер    | 6 апреля 2001    | Сьерра-Леоне (Операция «Баррас») |
| Дай, Тони Кеннет                 | капрал            | 29 октября 2002  | Афганистан                       |
| Мерхант, Джереми Марк            | капитан           | 29 октября 2002  | Афганистан                       |
| Хирн, Карл Энтони                | капрал            | 29 октября 2002  | Афганистан                       |
| Сандерс, Эдвард Лоуренс          | рядовой           | 31 октября 2003  | Афганистан                       |
| Томас, Джастин Ройстон           | морской пехотинец | 31 октября 2003  | Ирак                             |
| Флинн, Майкл Джон                | младший капрал    | 31 октября 2003  | Ирак                             |
| Джардин, Шон Гарри               | капрал            | 23 апреля 2004   | Ирак                             |
| Робертсон, Гордон                | сержант           | 23 апреля 2004   | Ирак                             |
| Гринсмит, Бенджамин Пол          | капрал            | 7 марта 2008     | Ирак                             |
| Брум, Кристофер Марк             | сержант           | 18 марта 2005    | Ирак                             |
| Брайан, Терри                    | сержант           | 18 марта 2005    | Ирак                             |
| Томсон, Теренс Алан              | капрал            | 18 марта 2005    | Ирак                             |
| Томлинсон, Мэтью Роберт          | калор-сержант     | 24 марта 2006    | Ирак                             |
| Рэдфорд, Эндрю                   | младший капрал    | 14 декабря 2006  | Афганистан                       |
| Коллинз, Джон                    |                   | 14 декабря 2006  | Ирак                             |
| Харкнесс, Джеймс Ройс            | калор-сержант     | 14 декабря 2006  | Ирак                             |
| Фармер, Хьюго                    | лейтенант         | 14 декабря 2006  | Афганистан                       |
| Иллингворт, Тимоти               | и. о. капитана    | 14 декабря 2006  | Афганистан                       |
| неизвестно                       |                   | 19 декабря 2006  | Северная Ирландия                |
| Томпсон, Джон Томас              | капрал            | 19 июля 2007     | Афганистан                       |
| Холлингсворт, Джонатан Стюарт    | сержант           | 19 июля 2007     | Ирак (посмертно)                 |
| Кэмпбелл, Дональд Питер          | и. о. капрала     | 7 марта 2008     | Афганистан                       |
| Каплс, Саймон Тимоти             | лейтенант         | 7 марта 2008     | Афганистан                       |
| Уилмотт, Пол Даррен              | рядовой           | 7 марта 2008     | Афганистан                       |
| Миллер, Адам Уильям              | капрал            | 7 марта 2008     | Ирак                             |
| Уодсворт, Джеймс Энтони          | штаб-сержант      | 7 марта 2008     | Ирак                             |
| Макклург, Роберт Уильям Керр     | капрал            | 6 марта 2009     | Афганистан                       |
| Стивенс, Элвин Джон              | и. о. сержанта    | 6 марта 2009     | Афганистан                       |
| Тодж, Джон Брюс                  | младший капрал    | 6 марта 2009     | Афганистан                       |
| Дурбер, Леонард Джон             | калор-сержант     | 6 марта 2009     | Ирак                             |
| Малоун, Брэдли                   | и. о. капрала     | 11 сентября 2009 | Афганистан                       |
| Нетери, Стивен                   | морской пехотинец | 11 сентября 2009 | Афганистан                       |
| Деннис, Алан Гордон              | сержант           | 19 марта 2010    | Афганистан                       |
| Гэдсби, Стивен Уильям            | пулемётчик        | 19 марта 2010    | Афганистан                       |
| Джайлс, Марк Кевин               | сержант           | 19 марта 2010    | Афганистан                       |
| Мончо, Джейм                     | сержант           | 19 марта 2010    | Афганистан                       |
| Праут, Гэри                      | младший бомбардир | 19 марта 2010    | Афганистан                       |
| Смит, Кайл Патрик                | младший капрал    | 19 марта 2010    | Афганистан                       |
| Тернер, Роберт                   | сержант           | 24 сентября 2010 | Афганистан                       |
| Борн-Тейлор, Робин Эдвин Джеффри | капитан           | 24 сентября 2010 | Афганистан                       |
| Бронсон, Ли                      | капрал            | 24 сентября 2010 | Афганистан (посмертно)           |
| Хорн, Грэм Стюарт                | младший капрал    | 24 сентября 2010 | Афганистан                       |
| Маккай, Джеймс Ли                | младший капрал    | 24 сентября 2010 | Афганистан                       |
| Пан, Дип Прасад                  | и. о. сержанта    | 25 марта 2011    | Афганистан                       |
| Джексон, Марк Энтони             | морской пехотинец | 25 марта 2011    | Афганистан                       |
| Стивенс, Сет Винсент Скотт       | капрал            | 25 марта 2011    | Афганистан (посмертно)           |
| Клаттерхэм, Дикон                | сержант           | 23 марта 2012    | Афганистан                       |
| Райт-Хайдер, Саймон              | капрал            | 23 марта 2012    | Афганистан                       |
| Кузенс, Скотт Аллан              | штаб-сержант      | 28 сентября 2012 | Афганистан                       |
| Форт, Джей                       | капрал            | 30 сентября 2012 | Афганистан                       |
| Глэнси, Джеймс Александер        | капитан           | 22 марта 2013    | Афганистан                       |
| Мейсон, Люк Тимоти Джонсон       | лейтенант         | 22 марта 2013    | Афганистан                       |
| Дэвис, Оуэн Эдвард               | лейтенант         | 4 октября 2013   | Афганистан                       |
| Гриффитс, Джош Эдвард Хейден     | капрал            | 4 октября 2013   | Афганистан                       |
| Стил, Гарет Дэвид                | рядовой           | 4 октября 2013   | Афганистан                       |
| Стазикер, Энтони                 | капрал            | 21 марта 2014    | Афганистан                       |
| Молоуни, Саймон Джордж           | младший капрал    | 21 марта 2014    | Афганистан                       |
| Кристиан Крейгхед                | неизвестно        | 30 ноября 2019   | Кения                            |